# Drap (Alpes Marítimos)
Drap é uma comuna francesa na região administrativa da Provença-Alpes-Costa Azul, no departamento Alpes Marítimos. Estende-se por uma área de 5,54 km², com 4332 habitantes, segundo os censos de 1999, com uma densidade de 781 hab/km².